# Balloon Kid
Balloon Kid es un videojuego de plataformas de vuelo desarrollado por Pax Softnica y publicado por Nintendo para la Game Boy el 5 de octubre de 1990 en Norteamérica y el 31 de enero de 1991 en Europa. Es la continuación de Balloon Fight. Nunca salió a la venta en Japón para la Game Boy original; sin embargo, dos años después de su lanzamiento original, un port licenciado de Family Computer titulado Hello Kitty World (ハロー キティ ワールド) fue reprogramado y lanzado por la subsidiaria de Sanrio, Character Soft, exclusivamente en Japón el 27 de marzo de 1992. El 31 de julio de 2000 se publicó en Japón una edición de Game Boy Color con algunas nuevas funciones, titulada Balloon Fight GB (バルーンファイトＧＢ).

## Jugabilidad
En el modo para un jugador, la jugabilidad es una disposición del modo de viaje en globo muy similar a Balloon Fight, donde la pantalla se desplaza automáticamente hacia la izquierda, mientras que el jugador controla a Alice que utiliza dos globos para flotar en el aire. Para hacerla flotar en el aire, el jugador debe presionar (y a veces sostener) el botón A para hacer que mueva los brazos hacia arriba. Alice también tiene la capacidad de retirar sus globos y caminar por el suelo, así como saltar. Si los dos globos se disparan o se quitan, y si aterriza con seguridad, puede inflar dos globos nuevos y volar de nuevo.
El objetivo de este modo es viajar de principio a fin mientras recoge globos dejados por el hermano de Alice, Jim, a lo largo del camino. El jugador también debe evitar que Alice choque con los enemigos que intentan hacer estallar sus globos, empujarla o matarla por completo. Algunos enemigos, como los Globos Aves, venían de la Lucha contra los Globos. El pez gigante que se come a cualquiera que vuele demasiado cerca del agua, también vino de Balloon Fight. Hay cuatro jefes en Balloon Kid. Para derrotarlos, la jugadora debe hacer que Alice vuele sobre ellos y hacerla despegar sus globos para que rebote sobre ellos. También puede saltar y pisar sobre ellos, siempre que sea seguro para ella, como en otros andamios típicos.
El modo para 2 jugadores está basado en los modos de Juego A y Juego B de Balloon Fight, donde un jugador lucha contra otro jugador. Un jugador controla a Alice, mientras que el otro controla al amigo y eterno rival de Alice: Samm. El objetivo es recoger más globos que el otro jugador antes de que lleguen al final de la etapa.
El modo "Balloon Trip" de Balloon Kid se basa en el modo de Balloon Fight del mismo nombre, pero con Alice en lugar de un Globo Fighter. Todo lo demás, incluyendo el propio BGM, no ha cambiado desde el modo Balloon Trip de Balloon Fight.

## Trama y ambientación

### Ambientación
Balloon Kid tiene lugar en una pequeña parte de un mundo sin nombre, similar a la Tierra. La única ciudad en esta parte del mundo es una ciudad conocida como Pencilvania, un pequeño pueblo con rascacielos en forma de lápiz. Otros lugares de esta parte del mundo son estos lugares sin nombre por orden de aparición: un bosque, un océano con una ballena gigante, una montaña helada y un edificio industrial. El primer lugar del que parte un jugador es una pequeña casa en una zona rural de Pencilvania. Allí vivía un hermano y una hermana a los que les encantaba jugar con globos. Alice y su hermano menor, Jim, pasarían días interminables llenando los cielos con sus globos.
Un día, Jim llenó todos sus globos y los ató juntos para hacer un hermoso arco iris de globos a través del cielo. "Qué gran idea, Jim", dijo Alice,"¡pero por favor ten cuidado!". Apenas entonces, un viento fuerte soplaba y Jim fue llevado al cielo. "¡Oh, no! ¡Esto es terrible, debo salvar a Jim!"pensó Alice. Mientras tanto, Jim, que era un muchacho muy inteligente, pensó:"Me pregunto cómo me encontrará Alice......... Tengo una idea. ¡Dejaré un rastro de globos para que Alice los siga!".

### Personajes
- Alice - La protagonista de Balloon Kid. Debe salvar a su hermano Jim de la tragedia. El Jugador 1 la controla en los tres modos.
- Jim - El travieso hermano menor de Alice, que accidentalmente voló en un montón de globos mientras hacía un arco iris de globos a través del cielo.
- Samm - El enemigo de Alice. El jugador 2 lo controla en el modo de 2 jugadores.

## Ports y versiones relacionadas
El 27 de marzo de 1992, una subsidiaria del creador de Hello Kitty Sanrio, conocido como Character Soft, reprogramó y publicó una versión en computadora familiar de Balloon Kid, titulada Hello Kitty World (ハロー キティ ワールド). Esta versión fue lanzada en Japón, donde Balloon Kid no estaba disponible. Balloon Kid fue creado después de su traslado a Norteamérica. Los cambios notables en el juego fueron la trama de Balloon Kid reemplazada por la de Hello Kitty, así como las imágenes actualizadas/cambiadas.
El 31 de julio de 2000, Balloon Kid fue rehecho y rebautizado como Balloon Fight GB (バルーンファイトＧＢ), y también fue desarrollado por Pax Softnica y publicado por Nintendo, pero lanzado en Japón para Game Boy Color a través de la serie de cartuchos RAM flash de Nintendo Power. Esta versión cuenta con gráficos de color, memoria de respaldo de batería para ayudar a los jugadores a guardar su progreso con el fin de elegir cualquier etapa de su elección después de que se completaron. También se añadieron características compatibles con Super Game Boy como marcos. Balloon Fight GB fue añadido a la consola virtual para la Nintendo 3DS en Japón el 19 de octubre de 2011, mientras que Balloon Kid fue añadido a la misma plataforma en Norteamérica el 3 de noviembre de 2011 y en Europa el 26 de enero de 2012.
Algunos de los BGM del juego se añadieron en algunas partes de la cámara de Game Boy, como la sección "Hot Spot".

## Desarrollo y recepción
Balloon Kid fue diseñado por Yoshio Sakamoto. desarrollado por Nintendo en colaboración con la empresa externa Pax Softnica. Se publicó por primera vez en Norteamérica en febrero, y finalmente en Europa el 28 de septiembre. Como tal, es uno de los pocos juegos de Nintendo que no se publicaron en Japón, hasta que Nintendo lo licenció a la filial de Sanrio, Character Soft, para reprogramarlo y publicarlo en Family Computer como Hello Kitty World en Japón el 27 de marzo de 1992, mientras que Balloon Kid fue rehecho para Game Boy Color y lanzado en Japón el 31 de julio de 2000. Según Hitoshi Yamagami, director de Balloon Fight GB, la versión de Game Boy Color fue desarrollada debido a la demanda de una secuela de Balloon Fight y que el éxito de Game Boy Gallery "les hizo pensar en hacer una versión actualizada de Balloon Kid para el mercado japonés". Tanto Balloon Kid como Balloon Fight GB fueron relanzados posteriormente en sus regiones originales como parte de la consola virtual de Nintendo 3DS; sin embargo, el "Modo VS" se volvió incompatible.
El editor de IGN Lucas M. Thomas llamó al juego "un juego de aventuras sólido" que se destacó por sus mejoras sobre la jugabilidad del modo de viaje en globo original de Balloon Fight. A pesar de que encontró que no era "alucinante, pero es divertido y añade un poco de tensión a las cosas".", pensó que Balloon Kid es "una bonita secuela perdida de antaño que es agradable volver a tocar por solo tres dólares". Mean Machines calificó el juego en un 51%, describiéndolo como "lleno de promesas", y añadiendo que la repetición de la jugabilidad y la baja dificultad hicieron que el juego se volviera aburrido. Añadieron que aunque la premisa era interesante, no podían "evitar pensar que se trata de un juego mediocre". Jeff Rovin, autor de How to Win at Game Boy Games, señaló la jugabilidad como "novela" si se repite después de la segunda etapa del juego, añadiendo que, independientemente del modo en que se juegue, el juego era entretenido para todas las edades, y "una valiosa adición a la biblioteca de Game Boy", que calificaba el juego B.